# Голубево
Го́лубево (рос. Голубево) — селище у складі Промишленнівського округу Кемеровської області, Росія.

## Населення
Населення — 432 особи (2010; 466 у 2002).
Національний склад (станом на 2002 рік):
- росіяни — 89 %